# تجربة الحفلة المباشرة للعبة العروش
تجربة الحفلة المباشرة للعبة العروش (بالإنجليزية: Game of Thrones Live Concert Experience)‏ هي جولة حفلات موسيقية لمسلسل الخيال الملحمي صراع العروش التي أنتجته إتش بي أو والتي تضم الملحن رامين جوادي. تم الإعلان عن الجولة في 8 أغسطس 2016 في حفل موسيقي حميمي في لوس أنجلوس، كاليفورنيا. تتكون الجولة من 24 موعدًا في مدن في جميع أنحاء الولايات المتحدة وكندا. عنوان الجولة، «الموسيقى قادمة» هو إشارة إلى شعار آل ستارك، «الشتاء قادم». بدأت الحفلة الموسيقية في 20 فبراير 2017 في سانت بول، مينيسوتا وانتهت في 2 أبريل في بورتلاند، أوريغون.
تم الإعلان عن جولة عالمية في سبتمبر 2017. بدأت في مايو 2018 في مدريد وانتهت في أكتوبر في تورونتو. بدأت جولة ثالثة في أمريكا الشمالية في 5 سبتمبر 2019 وانتهت في 5 أكتوبر 2019.